# Bayerisches Staatsministerium für Wohnen, Bau und Verkehr
Koordinaten: 48° 8′ 35,8″ N, 11° 35′ 4,1″ O
Das Bayerische Staatsministerium für Wohnen, Bau und Verkehr ist ein Ministerium des Freistaates Bayern. Die offizielle Abkürzung ist StMB.

## Leitung
Staatsminister ist seit 2022 Christian Bernreiter. Er wird in der Leitung des Staatsministeriums durch den Amtschef und Ministerialdirektor Thomas Gruber und Ministerialdirektorin Ingrid Simet unterstützt.

## Geschichte
Die Oberste Baubehörde wurde am 14. Februar 1830 mit „Allerhöchster Verordnung“ König Ludwigs I. in der bis 2018 gültigen Organisationsform als Teil des Staatsministeriums des Innern gegründet. Als ministerielle Spitze zur Lenkung und Leitung des staatlichen Bauwesens im Hoch- und Tiefbau geschaffen, ist sie heute über diesen ursprünglichen Tätigkeitsbereich erheblich hinausgewachsen.
1872 wurden 24 Landbauämter und 24 Straßen- und Flussbauämter eingerichtet, 1908 21 Kulturbauämter. Diese wurden 1941 in Wasserwirtschaftsämter umbenannt. 1945 erfolgte die Eingliederung der ehemaligen Autobahnbehörden des Reiches in die Staatsbauverwaltung als Straßenbauämter (Autobahn) München und Nürnberg. Mit dem Gesetz Nr. 112 über die behördliche Organisation des Bauwesens und des Wohnungsbauwesens wurde die Staatsbauverwaltung 1948 neu organisiert. 1953 wurden Straßen- und Flussbauämter in Straßenbauämter umbenannt und die wasserbaulichen Aufgaben gingen an die Wasserwirtschaftsämter über. 1974 wurde das Bayerische Landesamt für Wasserwirtschaft gegründet. 1978 erfolgte die Erhebung der Autobahnämter München und Nürnberg in den Rang zentraler Landesbehörden und Umbenennung in Autobahndirektion Südbayern und Autobahndirektion Nordbayern. 1993 ging die Wasserwirtschaft in die Verantwortung des Staatsministerium für Landesentwicklung und Umweltfragen und die der Finanzbauverwaltung zum Staatsministerium des Innern. In den Jahren 1994 bis 1997 wurden 26 Land- und Hochschulbauämtern mit 14 Finanzbauämtern zu 23 Hochbauämtern und 5 Hochschulbauämtern zusammengelegt. 2000 erfolgte die Eingliederung des Bauamtes der Schlösserverwaltung in die Bayerische Staatsbauverwaltung. 2004 bis 2008 wurden im Zuge der Verwaltungsreform 21 die 51 Hoch- und Straßenbauämter zu 22 Staatlichen Bauämtern zusammengelegt. 2013 ging die Verantwortung für die Verkehrsabteilung vom Bayerischen Staatsministerium für Wirtschaft, Infrastruktur, Verkehr und Technologie an das Bayerische Staatsministerium des Innern, für Bau und Verkehr, 2017 wurde die Landesbaudirektion Bayern verselbständigt.
Mit der Gründung des Staatsministeriums für Wohnen, Bau und Verkehr im Jahr 2018 wurden unter anderem die Zuständigkeiten der bisherigen Obersten Baubehörde im Bayerischen Staatsministerium des Innern, für Bau und Verkehr, kurz Oberste Baubehörde (OBB), ehemals Oberste Baubehörde im Bayerischen Staatsministerium des Innern, das zuvor die ministerielle Ebene der Bayerischen Staatsbauverwaltung war. Seine innere Organisation spiegelt die Aufgabengebiete der Staatsbauverwaltung wider. Das Staatsministerium ist für alle Bereiche des Bauens und des Verkehrs in Bayern zuständig. Bei der Ministeriumsgründung übernahm die Landesbehörde 2018 darüber hinaus vom Finanzministerium die Zuständigkeiten für die staatlichen Bau-, Grundstücks- und Wohnungsbaugesellschaften sowie für die Immobilienverwaltung des Freistaats. Erster Leiter der Baubehörde war Leo von Klenze, die erste Staatsministerin war Ilse Aigner. Das 1969 errichtete Dienstgebäude der ehemaligen Obersten Baubehörde und des heutigen Staatsministeriums befindet sich in München am Franz-Josef-Strauß-Ring 4.

## Organisation und Aufgaben

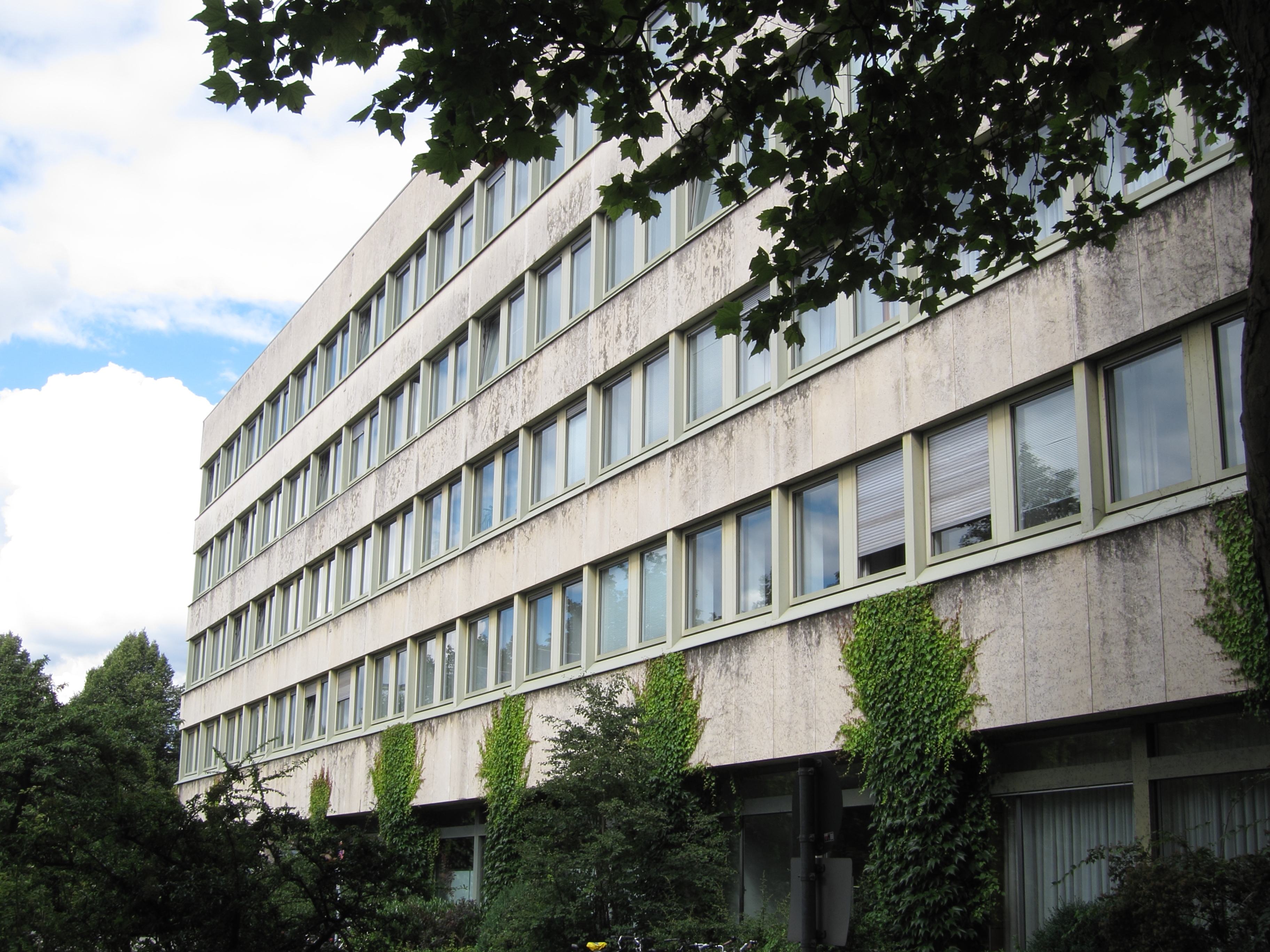
Oberste Baubehörde

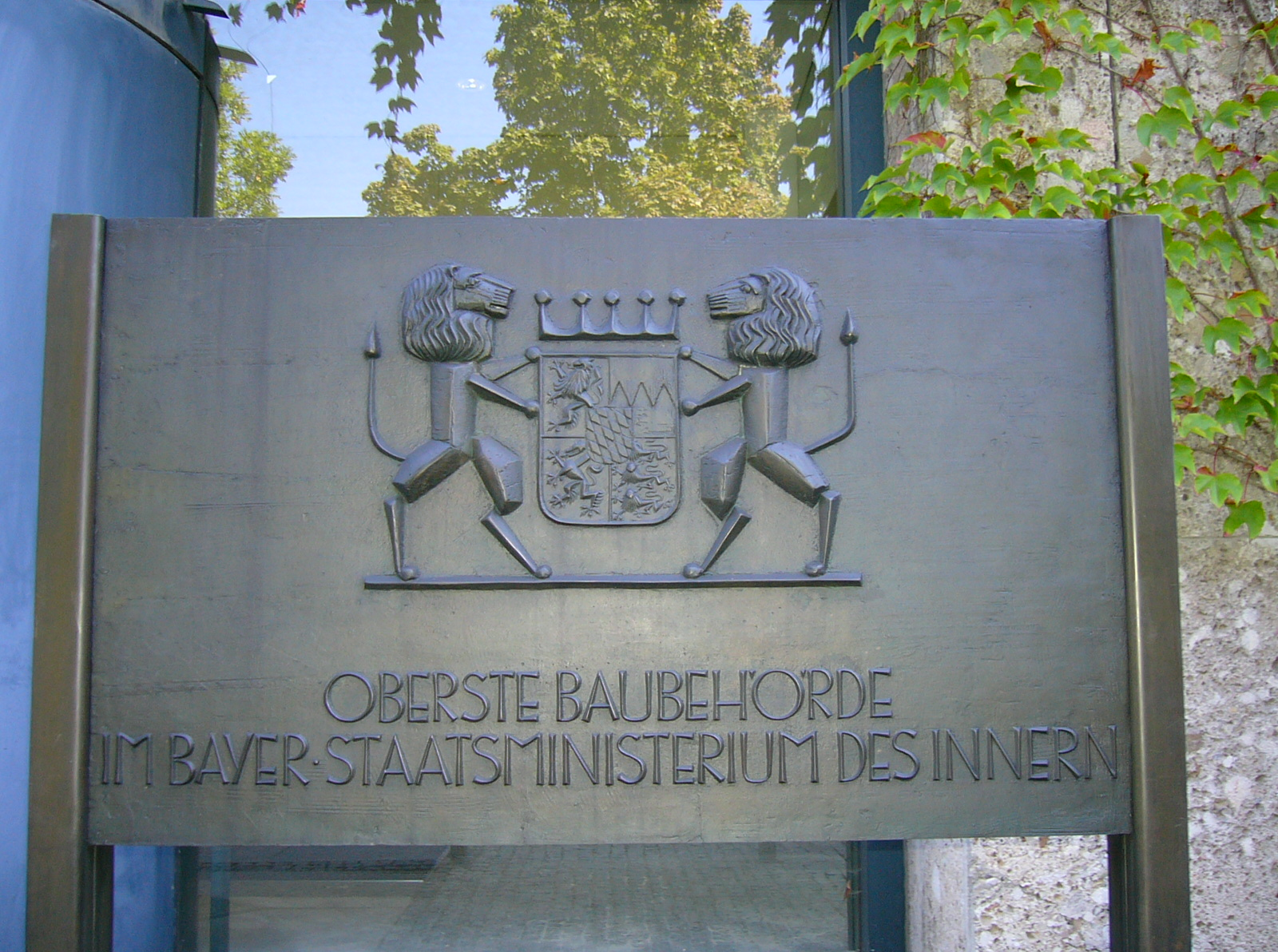
Altes Schild

Die Behörde ist in acht Abteilungen gegliedert: (Stand: 2024)

### Abteilung M: Büro des Staatsministers, Leitungsstab, Planung
Die Abteilung M ist für das Ministerbüro sowie den Leitungsstab verantwortlich. Zu ihren Aufgaben gehören die Unterstützung des Staatsministers durch persönliche Referenten, die Koordination der Ministeriumskommunikation mit dem Landtag und dem Ministerrat, die Presse- und Öffentlichkeitsarbeit, sowie die Planung strategischer Maßnahmen. Zudem betreut sie Sonderaufgaben wie den Bürokratieabbau und das Monitoring.

### Abteilung Z: Zentrale Angelegenheiten
Die Zentralabteilung übernimmt die Organisation der Staatsbauverwaltung, die vom Ministerium über die Mittelbehörden (Baubereiche in den Regierungen, Autobahndirektionen und der Landesbaudirektion) bis hin zu den Bauämtern und Straßenmeistereien reicht. Dabei werden auch die Personalangelegenheiten von rund 10.000 Mitarbeitern betreut. Pro Jahr werden von der Abteilung ca. 5 Milliarden Euro an Bundes- und Landesmitteln für alle Abteilungen der Obersten Baubehörde koordiniert und zentrale Aufgaben im Vergabewesen, in der Aus- und Fortbildung, in der Informationstechnik und in der Landschaftspflege wahrgenommen.

### Abteilung 1: Staatlicher Hochbau
Die Abteilung 1 plant, baut und erhält die Gebäude des Landes, des Bundes und weiterer Bauherren, wie zum Beispiel Kirchen und Stiftungen. Das sind über 25.000 Gebäude auf rund 5.000 Liegenschaften in Bayern. Neben Museen, Theatern, Schlössern und Kirchen gehören Verwaltungsgebäude, Polizei- und Justizgebäude, Hochschulen, Universitäten, Kliniken und militärische Bauten zum weitgespannten Aufgabengebiet. Mit jährlichen Investitionen von rund 1,5 Milliarden Euro von Land und Bund ist der Staatliche Hochbau einer der größten Auftraggeber für die bayerische Bauwirtschaft sowie für freischaffende Architekten, Ingenieure und Künstler. Darüber hinaus berät die Staatliche Hochbauverwaltung bei Bauvorhaben, die der Staat zwar nicht selber baut, aber fördert, beispielsweise Schulen und Krankenhäuser.

### Abteilung 2: Recht, Planung und Bautechnik
Die Abteilung Recht, Planung und Bautechnik erarbeitet die Bayerische Bauordnung, in der sämtliche Regelungen auf ein notwendiges Mindestmaß beschränkt sind, um Genehmigungsverfahren für den Bauherrn schneller und kostengünstiger zu machen. Sie gibt Hinweise und Hilfestellungen sowohl zu Fragen der baurechtlichen Zulässigkeit von Vorhaben als auch zum Vollzug der Bauleitplanung, dem wichtigste Planungswerkzeuge einer Gemeinde zur Steuerung der städtebaulichen Entwicklung. Dazu ist sie zuständig für alle Rechtsfragen, die sich in Bayern im Zusammenhang mit dem Straßenrecht (FStrG, BayStrWG), des Straßenbaus des Bundes und des Landes und dem staatlichen Hochbau stellen. Daneben berät die Abteilung Städte und Gemeinden im Hinblick auf eine nachhaltige Siedlungsentwicklung und fördert modellhafte, innovative Projekte. Zudem kümmert sie sich um technische Regeln für die Sicherheit von Bauwerken (Standsicherheit und Brandschutz) sowie für Wärme- und Schallschutz, Energieeinsparung und Barrierefreiheit. Des Weiteren werden innovative Bautechniken und Bauarten ermöglicht und gefördert.

### Abteilung 3: Wohnungswesen und Städtebauförderung; Liegenschaften
Mit den Programmen der Wohnraumförderung werden beispielsweise der Bau und die Modernisierung von Mietwohnungen und selbst genutzten Eigenheimen unterstützt. Darüber hinaus existieren eigene Förderprogramme für den Bau von Studentenwohnheimen und von Wohnplätzen für Menschen mit Behinderung. Im Rahmen des Experimentellen Wohnungsbaus werden anhand von Modellvorhaben neue, innovative Wege im Wohnungsbau umgesetzt. Durch Wohngeld können einkommensschwächere Haushalte bei den Wohnkosten entlastet werden. Die Abteilung Wohnungswesen und Städtebauförderung ist zudem an der Weiterentwicklung des Bundes- und Landesrechts im Wohnungswesen beteiligt. Die Städtebauförderung leistet einen wichtigen Beitrag zu lebendigen Städten und Gemeinden in Bayern, indem sie Kommunen bei der Erhaltung und Weiterentwicklung vitaler Stadt- und Ortszentren unterstützt. Die Finanzhilfen des Bundes und des Freistaats Bayern aktivieren hierbei Privatkapital in mehrfacher Höhe.

### Abteilung 4: Straßen- und Brückenbau
Der staatliche Straßen- und Brückenbau plant, baut, erhält und betreibt die Bundesstraßen, Staatsstraßen und einen Teil der Kreisstraßen in Bayern. Diese umfassen ein Netz von 25.500 km Straßen mit 14.700 Brücken, 61 Tunneln und über 6.000 km Radwegen. In den Ausbau und den Erhalt des Bundesstraßen- und Staatsstraßennetzes werden jährlich etwa 1,6 Milliarden Euro investiert, wobei die Bundesstraßen im Auftrag des Bundes verwaltet werden und von dort die Finanzierung erfolgt. Kommunale Straßenbauprojekte werden zudem mit über 200 Millionen Euro pro Jahr gefördert, wobei auch hier teilweise Fördermittel des Bundes verwaltet werden, z. B. zu Radschnellverbindungen.

### Abteilung 5: Schienen- und Luftverkehr
Im öffentlichen Verkehr (Schienenpersonennahverkehr (SPNV) und öffentlicher Personennahverkehr (ÖPNV)), Radverkehr, gewerblichen Personen- und Güterverkehr, Luftverkehr, in der Binnenschifffahrt und bei Seilbahnen sorgt die Abteilung Verkehr für eine bedarfsgerechte Mobilität. Pro Jahr werden für den ÖPNV ca. 200 Millionen Euro aufgewendet, für SPNV-Leistungen sind es gut eine Milliarde Euro, die den Ländern vom Bund aus dem Mineralölsteueraufkommen zufließen. Für die Sicherheit an Verkehrsflughäfen wird mit über 130 Millionen Euro gesorgt. Zudem wird kräftig in den kombinierten Verkehr und in innovative Verkehrskonzepte investiert.

### Abteilung 6: ÖPNV, Radverkehr, Güterverkehr, Vernetzte Mobilität
Die Abteilung 6 ist für vernetzte Mobilität und den öffentlichen Personennahverkehr (ÖPNV) zuständig. Sie umfasst unter anderem die Bereiche internationale Verkehrsangelegenheiten, Logistik und Digitalisierung im Verkehrsbereich. Zu ihren Aufgaben gehören die Förderung des Radverkehrs, Maßnahmen zur Luftreinhaltung im Verkehr sowie die Regelung der Technik von Straßenfahrzeugen, Straßenbahnen und Seilbahnen. Außerdem betreut die Abteilung den Güterverkehr, die Schifffahrt und die Kfz-Zulassung sowie die Planung von Mobilitätsnetzwerken.

## Nachgeordnete Behörden
Folgende Behörden sind dem Bayerischen Staatsministerium für Wohnen, Bau und Verkehr nachgeordnet:
- Landesbaudirektion Bayern
- Bereiche Planung und Bau der sieben Bezirksregierungen
- 22 staatliche Bauämter
- Bayerische Staatsbauverwaltung,
- Bayerische Eisenbahngesellschaft
- Immobilien Freistaat Bayern

## Liste der Leiter der Obersten Baubehörde (1830 bis 2018)
| Name                       | Amtszeit  |
| -------------------------- | --------- |
| Leo von Klenze             | 1830–1843 |
| Franz von Schierlinger     | 1843–1855 |
| Friedrich August von Pauli | 1856–1872 |
| Hermann von Herrmann       | 1872–1885 |
| Max von Siebert            | 1885–1900 |
| Georg von Maxon            | 1900–1903 |
| Hans von Sörgel            | 1903–1909 |
| Richard von Reverdy        | 1909–1915 |
| Ludwig von Stempel         | 1915–1917 |
| Eduard von Reuter          | 1917–1921 |
| Hermann Riegel             | 1921–1928 |
| Theodor Freytag            | 1929–1932 |
| Wilhelm Weigmann           | 1932–1935 |
| Josef Vilbig               | 1935–1939 |
| Arno Fischer               | 1939–1942 |
| Karl Popp                  | 1942–1945 |
| Franz Fischer              | 1945–1954 |
| Ludwig Wambsganz           | 1954–1962 |
| Max Röthlein               | 1962–1964 |
| Ludwig Spörl               | 1964–1969 |
| Hans Koch                  | 1969–1978 |
| Alois Friedl               | 1978–1984 |
| Manfred Milz               | 1985–1991 |
| Benno Brugger              | 1991–2000 |
| Hans Hermann Schneider     | 2000–2003 |
| Josef Poxleitner           | 2003–2014 |
| Helmut Schütz              | 2014–2018 |

## Liste der Minister (seit 2018)
| Name                 | Amtszeit  | Kabinett         |
| -------------------- | --------- | ---------------- |
| Ilse Aigner          | 2018      | Söder I          |
| Hans Reichhart       | 2018–2020 | Söder II         |
| Kerstin Schreyer     | 2020–2022 | Söder II         |
| Christian Bernreiter | seit 2022 | Söder II und III |

## Liste der Staatssekretäre (2018–2020)
| Staatssekretär   | Amtszeit             |
| ---------------- | -------------------- |
| Josef Zellmeier  | 2018                 |
| Klaus Holetschek | März bis August 2020 |